# Sportpark Ronhof
Der Sportpark Ronhof (aufgrund eines Namenssponsorings offiziell Sportpark Ronhof | Thomas Sommer) ist ein Fußballstadion im mittelfränkischen Fürth, Bayern. Hier trägt der Fußballverein SpVgg Greuther Fürth seine Heimspiele aus. Die Anlage befindet sich im namensgebenden Stadtteil Ronhof in der Nähe der A 73.

## Geschichte

### Anfänge als Sportplatz am Ronhofer Weg
Am 11. September 1910 wurde auf dem Gebiet der damals noch eigenständigen Gemeinde Ronhof das Stadion mit dem Namen Sportplatz am Ronhofer Weg gegenüber dem Zentral-Friedhof eingeweiht. Eine kleine Holztribüne sowie Stehwälle boten Platz für etwa 8000 Personen. Die SpVgg (Greuther) Fürth gehört somit zu denjenigen deutschen Fußballvereinen, die seit längster Zeit auf ihrem heutigen Platz spielen.
Schon ein Jahr später wurde die Tribüne vergrößert und mit Umkleideräumen und Duschen versehen. Damit konnten sich nun 10.000 Zuschauer die Spiele ansehen. 1919 wurde das Stadion erneut vergrößert – höhere Erdwälle und breitere Stehplatzstufen boten nun Platz für 25.000 Personen.
Im April 1945 wurde die Tribüne bei einem Fliegerangriff getroffen und brannte aus. Eine nicht überdachte Behelfstribüne tat ihr Werk bis zum 20. Mai 1951, als der Neubau der Haupttribüne eingeweiht wurde. Sie stand mit wenigen äußeren Veränderungen bis zu ihrem Abriss im Jahre 2016.
Einen Besucherrekord hatte das Stadion kurz vor dieser Einweihung: Am 1. April kamen zum Derby gegen den 1. FC Nürnberg 30.000 Zuschauer, die die Absperrung zum Spielfeld einbrechen ließen. Trotzdem blieb alles friedlich und das Spiel endete 1:0. Dieser Rekord wurde neuerlich am 3. April 1952 eingestellt, als ebenfalls gegen den 1. FC Nürnberg 32.000 Besucher das Stadion füllten. Die Partie endete 3:3.
1983 wurde wegen der drückenden Schuldenlast der SpVgg der Sportpark Ronhof an Horst Brandstätter (Playmobil) verkauft.

### Modernisierung
1996 trat die Fußballabteilung des TSV Vestenbergsgreuth der SpVgg Fürth 1903 bei und der Vereinsname wurde in SpVgg Greuther Fürth geändert. Als Spielstätte wurde das Stadion der SpVgg Fürth – der Ronhof – gewählt. Mit dem Aufstieg in die 2. Bundesliga 1997 musste das Stadion neuen Anforderungen genügen. Bisher gab es keine Blockunterteilung, kein Flutlicht, eine analoge Spielstandsanzeige und keine Trennung der Gästefans. Nachdem sowohl Horst Brandstätter als auch die Stadt Fürth von der Wichtigkeit der Umbaumaßnahmen überzeugt waren, konnte das Unternehmen beginnen.
Am 19. Juli 1997 wurde das neue Playmobil-Stadion mit einem Spiel gegen den TSV 1860 München eingeweiht. Die Hausherren gewannen mit 1:0. Das Fassungsvermögen sank von etwa 2.500 Sitz- und 24.500 Stehplätzen auf 5.000 Sitz- und 9.500 Stehplätze. Die Haupttribüne (2.500 Sitzplätze) sowie die Südtribüne (4.300 Stehplätze) und Block 1 (700 Stehplätze) blieben in ihrer bisherigen Form erhalten – es wurden allerdings Zäune zur Trennung der Fangruppen errichtet. Die Nordtribüne (4.500 Stehplätze) wurde mit Fertigbetonteilen errichtet – die Gegengerade (2.500 Sitzplätze) besteht aus einer Stahlrohrtribüne mit Plastiksitzen und einem Teflondach. Außerdem wurde eine Videoleinwand installiert, der Eingangsbereich umgestaltet und neue Kassen errichtet.
Im Juli 1999 wurde die Südtribüne planiert und eine Stahlrohrkonstruktion für Sitz- und Stehplätze aufgebaut. Mit der Fertigstellung im August wurde das neue Flutlicht eingeweiht. Die Stehplätze auf der Südtribüne bieten etwa 1200 Gästen Platz, die Kapazität der Sitzplätze beträgt 4.500.
Im August 2003 erhielt das Stadion eine neue Videowand. Drei Jahre später wurde diese nochmals erneuert. Die gegenwärtige Anzeigetafel hat eine Größe von 9,23 auf 6,78 Meter.
In der Sommerpause 2007 wurde eine Rasenheizung verlegt, neue Sitze für die Haupttribüne eingebaut und der alte Block 1 abgerissen. Im Sommer 2008 wurden die Stehränge der Nordtribüne überdacht. Zudem wurden die Ecken zwischen Gegentribüne und den anschließenden Blöcken mit Medienwänden geschlossen. An der Stelle des ehemaligen Block 1 wurde ein VIP-Gebäude aus Modulbauweise für 700 Zuschauer errichtet.
Seit 2010 ist das komplette Stadion in den Vereinsfarben weiß-grün bestuhlt, die Gegengerade trägt den Schriftzug Kleeblatt. Die ehemalige Haupttribüne erhielt einen neuen Anstrich. 2011 wurden die ehemals bunten Flutlichter weiß-grün angestrichen und Fans gestalteten die Wellenbrecher und den Eingangsbereich der Nordtribüne um.
Nach zwischenzeitlichen Planungen über den Bau eines neuen Stadions am Main-Donau-Kanal im Süden der Stadt verlängerte die SpVgg Greuther Fürth im November 2012 den Pachtvertrag mit dem Eigentümer bis zum Jahr 2040.

### Aktuelle Entwicklungen
Im August 2015 wurde der Pachtvertrag ein weiteres Mal verlängert, aktuell bis 2050. Gleichzeitig wurde ein Neubau der Haupttribüne beschlossen. Der Umbau fand in zwei Phasen statt: Phase 1, welche den Abriss der mittlerweile 60 Jahre alten Haupttribüne sowie einen anschließenden Neubau mit VIP-Banden beinhaltete, startete im Januar 2016 und wurde bis Juli 2017 abgeschlossen. Dazu wurde abseits des Umbaus der Tribüne auch die Infrastruktur um das Stadion herum erweitert. Die bisherigen Trainingsplätze hinter dem Stadion wurden durch PKW-Parkplätze ersetzt, wofür auch eine Rundstraße um das Stadion gezogen worden ist. Während des Neubaus wurden Behelfscontainer für Umkleiden und Medienräume genutzt, welche hinter der Gegengeraden aufgestellt wurden. Die Spieler sind durch die geöffnete Ecke zwischen Nordtribüne und Gegengerade in den Innenraum des Stadions gelangt. In der zweiten Bauphase, welche bis Dezember 2017 hätte dauern sollen, sich jedoch durch mehrere Architektenwechsel verzögerte und erst zu Saisonbeginn 2017/18 abgeschlossen wurde, wurde der Innenbereich der neuen Haupttribüne eingerichtet. Diese erhielt dadurch neben der Infrastruktur für die Fußballveranstaltungen auch Tagungs- und Konferenzräume. Diese ersetzen das bisherige VIP-Nord-Gebäude, welches bereits abgebaut und verkauft wurde. An dessen Stelle wurde die Haupttribüne nach Norden hin verlängert. Der Lückenschluss zur Nordtribüne erfolgte vor der Saison 2018/19. Während eine Verlängerung der Haupttribüne nach Süden hin, welche dadurch die Blöcke A und B ersetzen soll, weiterhin für die Zukunft angedacht ist, veröffentlichte die SpVgg im Frühling des Jahres 2025 Pläne, nach denen mit Beginn der Saison 2025/2026 die 1997 eingeweihte Gegengerade des Stadions abgerissen und durch einen Neubau ersetzt werden soll. Die neue Gegengerade soll, neben einer Kapazitätserhöhung um ca. 1000 Plätze für den Fußball-Spielbetrieb, ein medizinisches Zentrum beinhalten sowie ein "Innovationszentrum für Start-Ups" beherbergen.
Die deutsche Fußballnationalmannschaft der Frauen nutzte das Stadion bisher für vier Länderspiele. Die Begegnungen fanden am 23. September 1999 gegen die Ukraine, am 4. März 2004 gegen China, am 8. April 2015 gegen Brasilien sowie am 7. Juli 2023 gegen Sambia statt.

## Kapazität

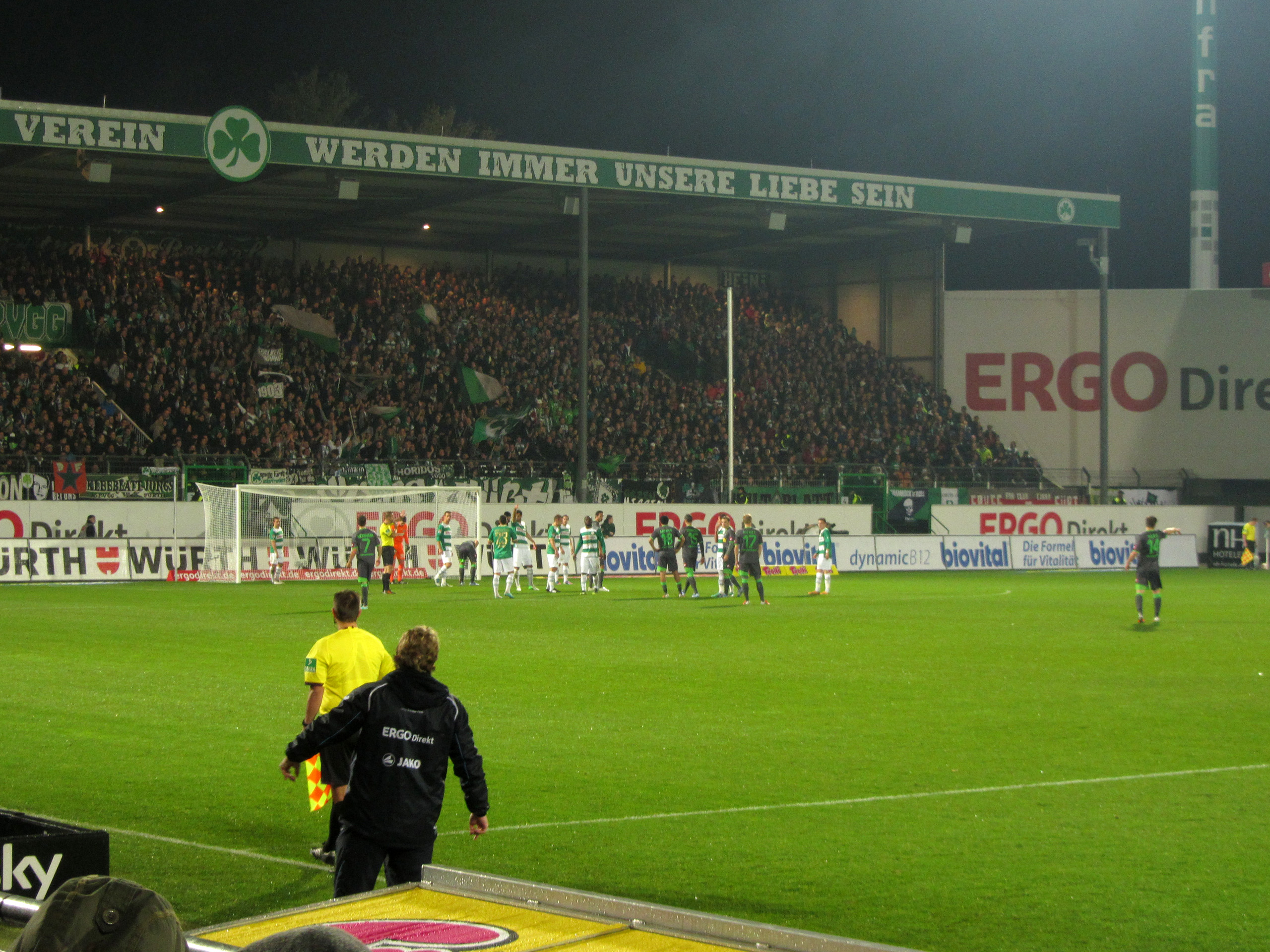
Volle Nordtribüne während eines Bundesligaspiels

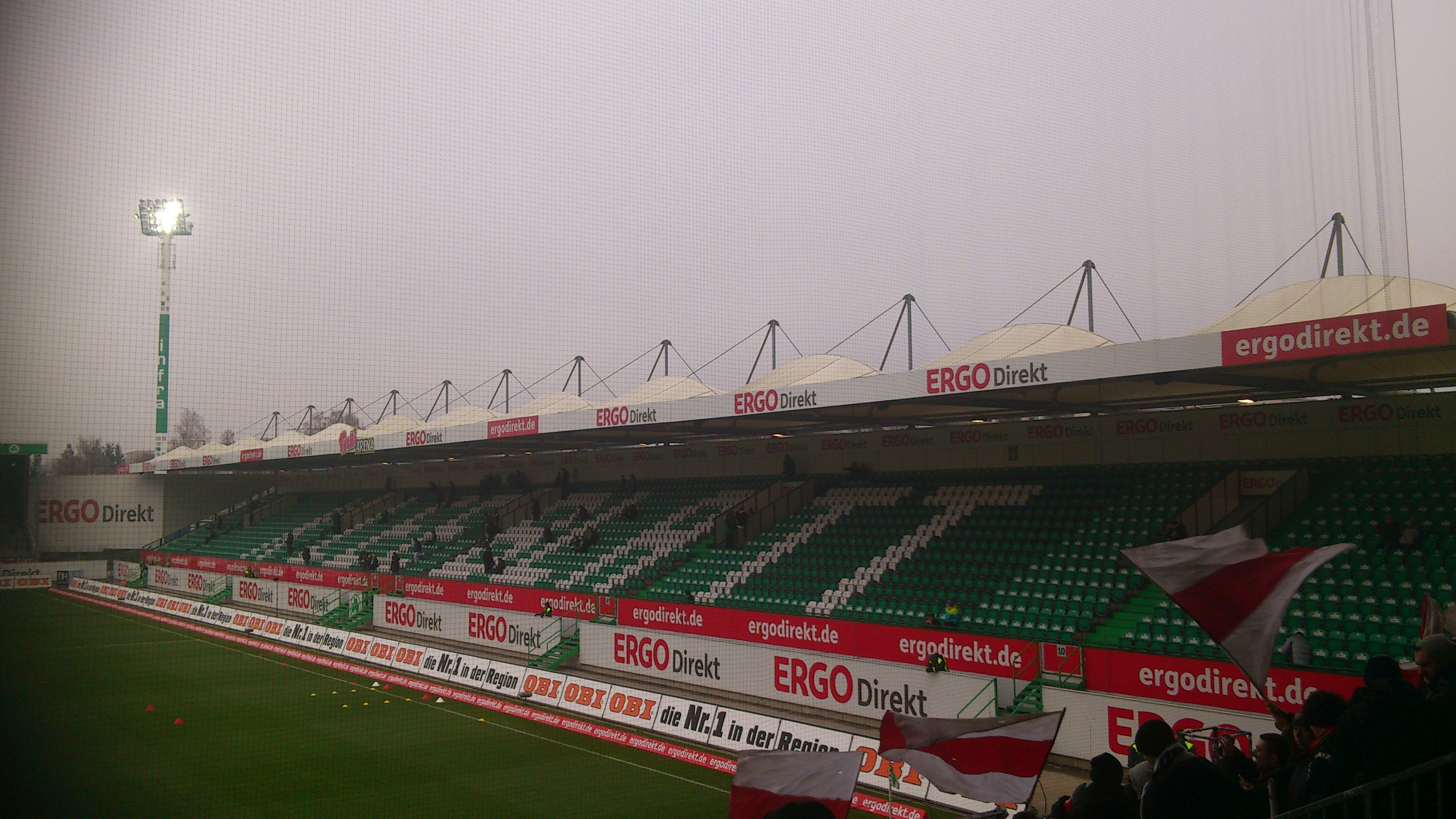
Gegengerade im Dezember 2012

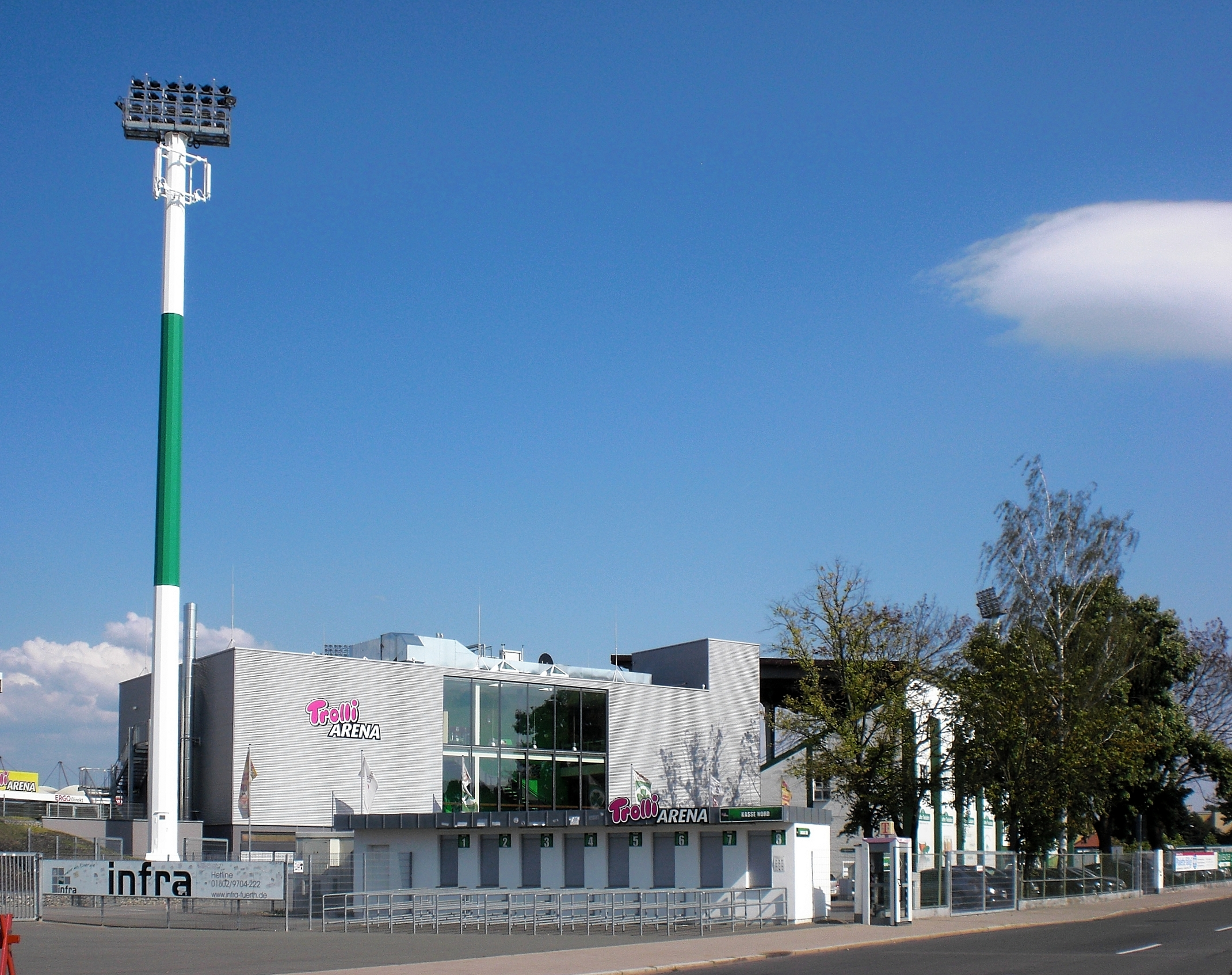
Außenansicht während der Zeit als Trolli Arena (2011)

Nach dem Bundesligaaufstieg der SpVgg Greuther Fürth 2012 wurde die Südtribüne neu gebaut, wodurch sich das Fassungsvermögen des Stadions um 3.000 Plätze auf 18.000 erhöhte. Die Südtribüne, wo der Gästebereich untergebracht ist, wurde vollständig überdacht. Mit Fertigstellung der neuen Haupttribüne verringerte sich die Kapazität auf 16.626 Plätze, da in den im Süden angrenzenden Blöcken A und B aus Gründen der Sichtbehinderung keine Karten mehr verkauft werden. Die Kapazität teilt sich wie folgt auf:
- Haupttribüne: die im Sommer 2018 fertiggestellte Haupttribüne bietet knapp 2.700 Zuschauern Platz.[14] Sie ist vollständig überdacht und enthält auch VIP-Banden sowie Tagungs- und Konferenzräume.
- Nordtribüne: Sie wurde im Jahr 1997 als reine Stehplatztribüne erbaut und bei Umbauarbeiten im Jahr 2008 mitsamt dem Vorraum der Tribüne überdacht und damit wetterfest gemacht. Auf der Nordtribüne finden in vier Blöcken 4.200 Menschen Platz, wobei die Fürther Ultra-Gruppierungen ihre Heimat in Block 12 gefunden haben, der im Rahmen des Umbaus 2008 eingerichtet wurde und sich zwischen den Blöcken 3 und 4 befindet.
- Gegengerade: Die Gegengerade wurde ebenfalls im Jahr 1997 an Stelle der alten Gegengerade mit den legendären Pappeln errichtet, wobei jene dem Umbau zum Opfer fielen. Sie ist eine reine Sitzplatztribüne, bietet circa 2.500 Menschen Platz und ist die niedrigste Tribüne des Stadions. Seit 2018 befindet sich dahinter ein Biergarten. Zusätzlich wurde der Familienblock von der Südtribüne auf den an die Nordtribüne angrenzenden Bereich der Gegengerade verlagert.[15]
- Südkurve: Die neue Südkurve wurde ebenfalls nach dem Aufstieg im Jahr 2012 anstelle der alten Südtribüne errichtet. Dabei wurde die neue Tribüne vollständig überdacht und mit eigenen Flutlichtern versehen, da das Dach das Lichtfeld der Flutlichter einschränkt. Vor den Blöcken A und B befindet sich eine erhöhte und überdachte Plattform mit Rampe für Rollstuhlfahrer. Die im Stadion einzige bebaute Kurve ist durch die Stehtribüne "Der Lohner" belegt, welche nach dem verstorbenen ehemaligen Vereinspräsidenten Edgar Burkart, genannt Lohner, benannt ist. Hinter dem Tor schließt eine Sitzplatztribüne an, welche im Bereich der Anzeigetafel etwas niedriger gebaut ist. Daran anschließend befindet sich der Gästeblock, dessen Stehplatzbereich ohne Änderung aus Zeiten vor dem Aufstieg übernommen wurde. Insgesamt bietet die Südtribüne circa 8.300 Menschen Platz.

Die Ecken des Stadions sind derzeit – mit Ausnahme der südlichen Ecke auf der Seite der Haupttribüne – nicht mit Tribünen bebaut. Während sich auf Seite der Gegengeraden zwei große Werbetafeln und die Flutlichtmasten befinden ist auf der nördlichen Haupttribünenseite eine Durchsicht vom Eingangsbereich der Nordtribüne zwischen der Nord- und der Haupttribüne möglich. Auch hier steht ein Flutlichtmast. Ebenfalls befindet sich zwischen Haupttribüne und Südkurve ein Durchgang, sodass man theoretisch von der Straße aus ohne Eintrittskarte einige Quadratmeter des Spielfeldes einsehen kann. Insgesamt gibt es mit 8.500 Sitzen etwas mehr Sitz- als Stehplätze (8.126). Alle Plätze sind überdacht.

## System für sehbehinderte Fans
Unter dem Motto „Hören, was andere sehen“ wurde 2005 erstmals ein Kopfhörer-System getestet, welches sehbehinderten Fans ermöglicht, das Spielgeschehen unmittelbar im Stadion kommentiert zu bekommen. Fans/Ultras der SpVgg Greuther Fürth sammelten für diesen Zweck Spenden (rund 3.000 Euro), und so konnte das Projekt 2006 umgesetzt werden.

## Namenssponsoring
Von 1997 bis 2010 hieß der Ronhof offiziell Playmobil-Stadion. Zu diesem Zeitpunkt war Horst Brandstätter, Erfinder und Inhaber von Playmobil, Eigentümer des Stadions.
Zum Saisonbeginn 2010/11 kaufte die Mederer Süßwarenvertriebs GmbH (heute Trolli GmbH) die Namensrechte am Stadion. Zwischen Juli 2010 und Juni 2014 hieß das Stadion damit Trolli Arena. 
Vom Auslaufen des Sponsorenvertrages am 1. Juli 2014 bis zum 1. Februar 2016 trug der Ronhof übergangsweise die offizielle Bezeichnung Stadion am Laubenweg.
Im Februar 2016 erfolgte eine Umbenennung in Sportpark Ronhof | Thomas Sommer. Der traditionelle Name wurde um den des geborenen Fürther Immobilienhändlers Thomas Sommer ergänzt, welcher Namenssponsor bis zum Sommer 2021 wurde. Im August 2019 bestätigte Sommer die Verlängerung des Vertrags, und dies ligaunabhängig; pro Jahr erhält die SpVgg eine halbe Million Euro. Im November 2019 wurde die Sponsorvereinbarung bis zum Sommer 2025, und im März 2025 um ein weiteres Jahr bis in den Sommer 2026 hin verlängert, wobei der Rechteinhaber Thomas Sommer in diesem Zuge auch ankündigte, das Namenssponsoring nicht erneut verlängern zu wollen.

## Galerie

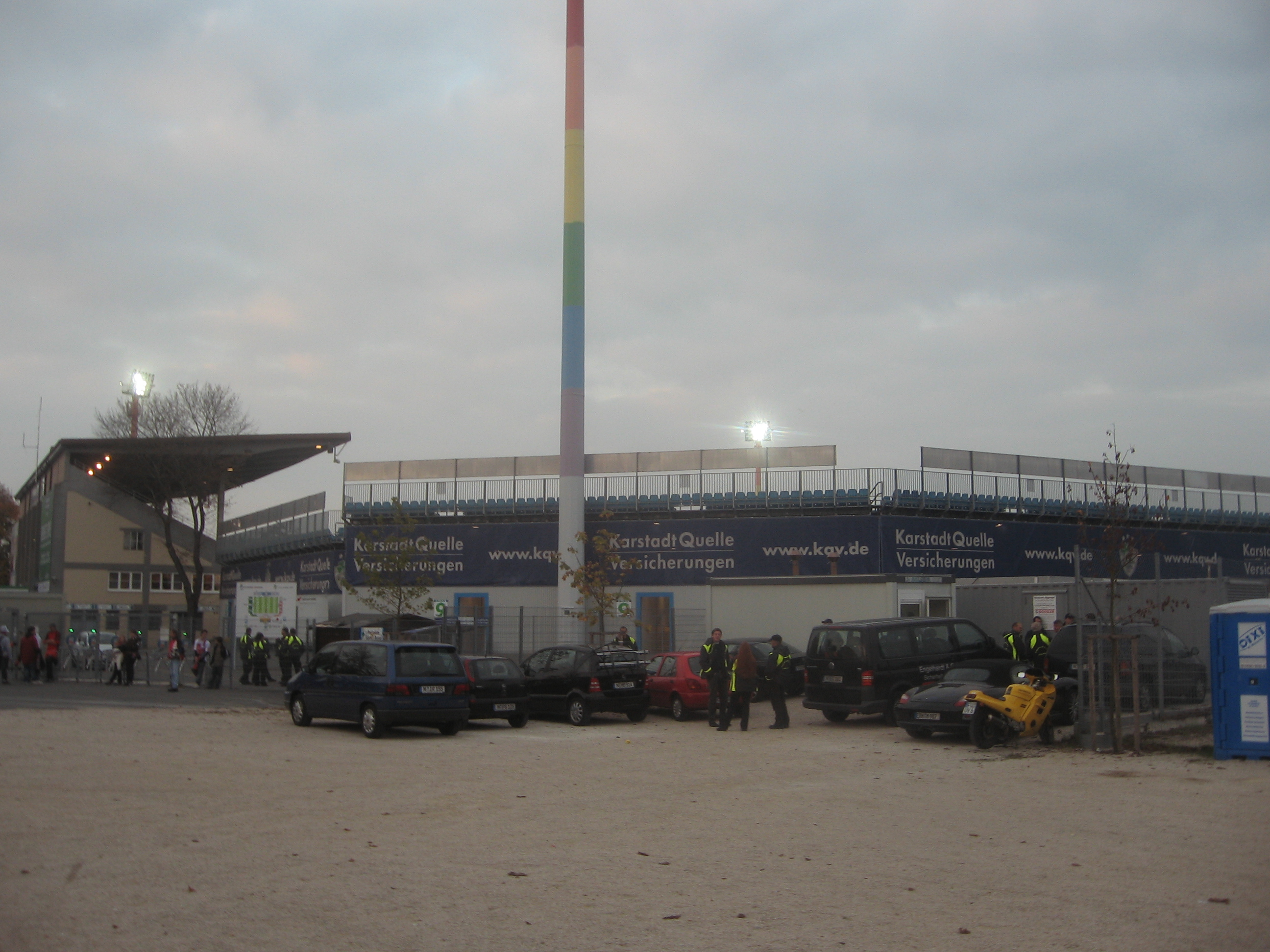
Außenansicht der Südwestecke im Oktober 2007
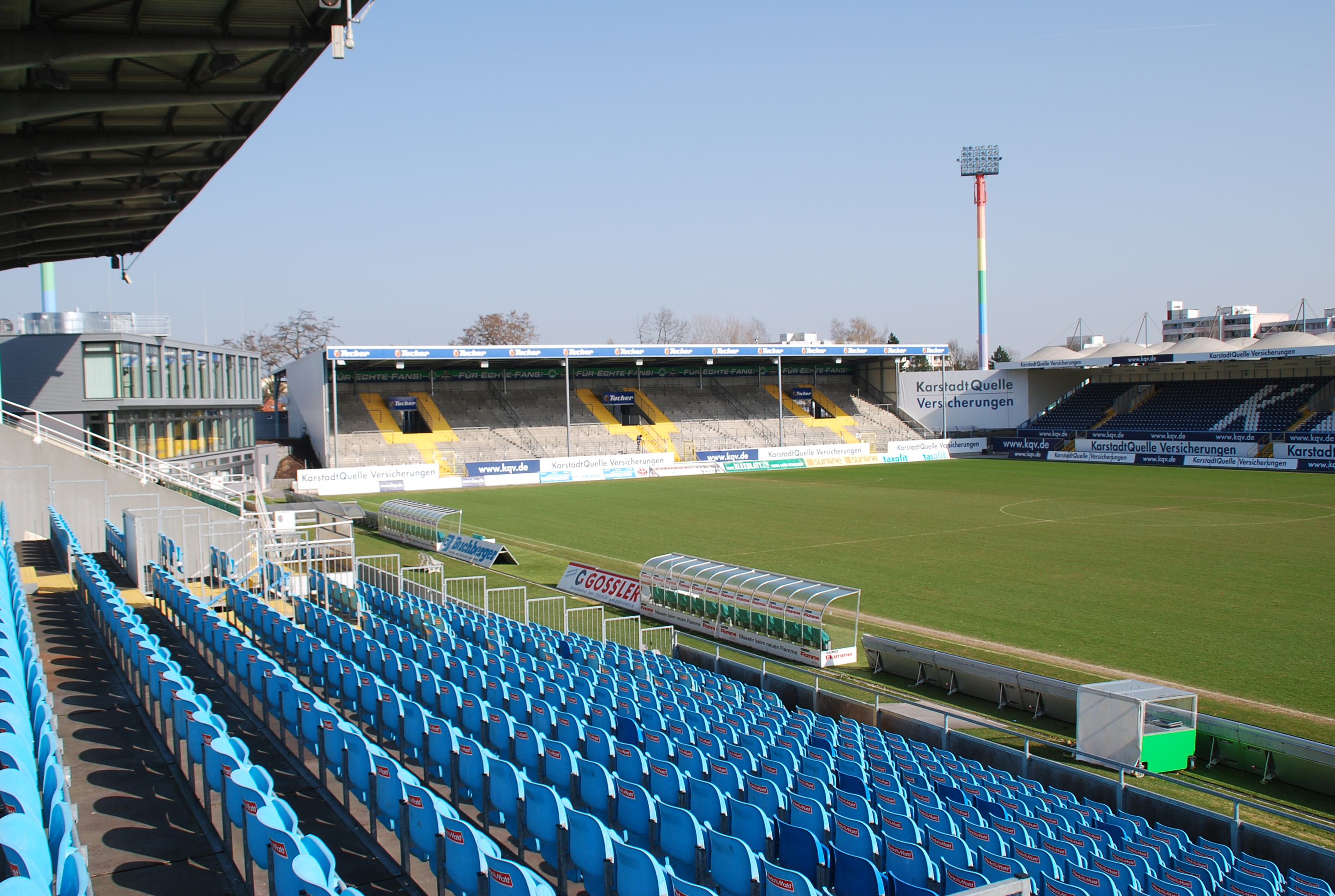
Blick von der Haupt- auf die Nordtribüne (2009)
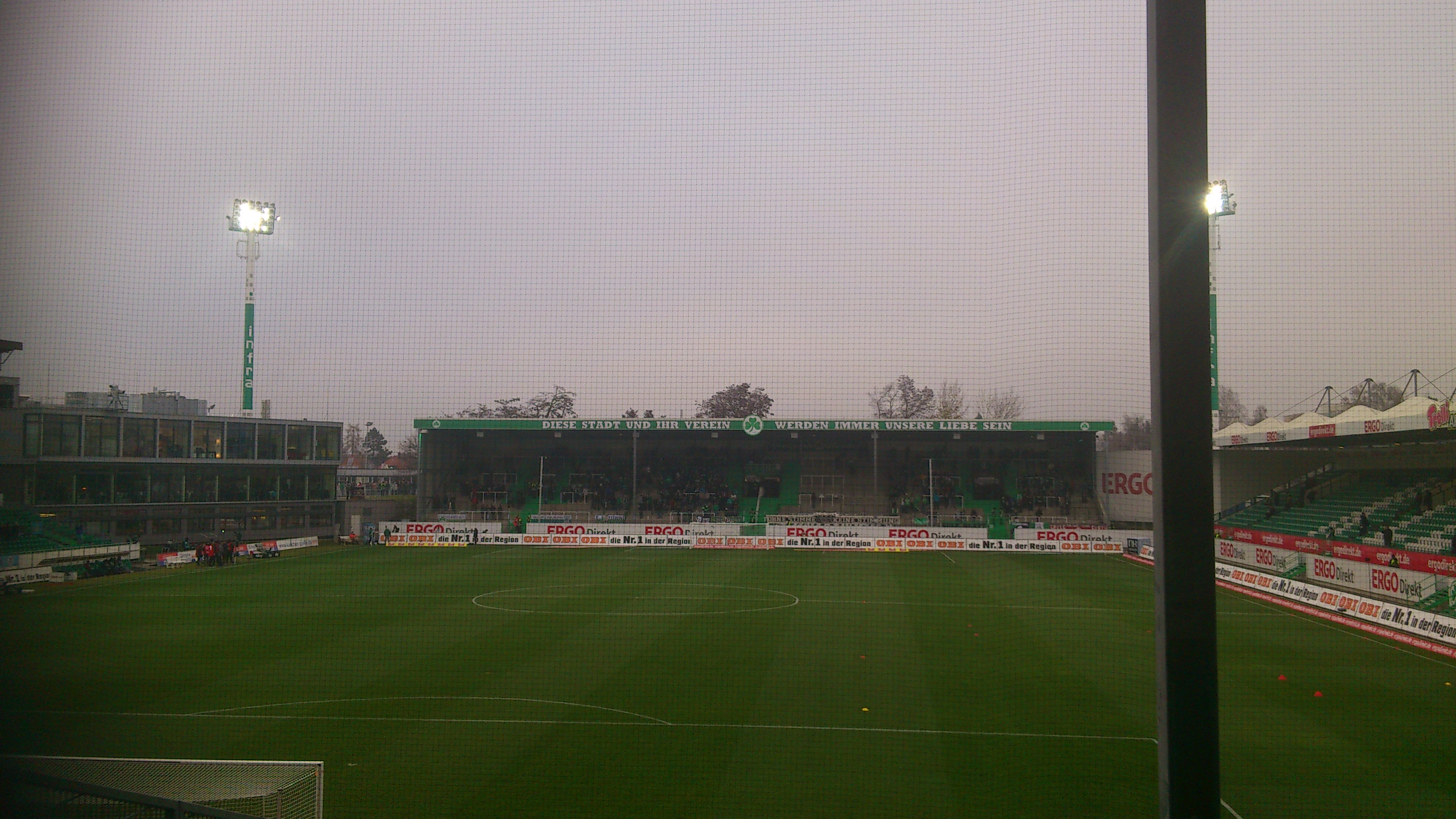
Nordtribüne im Dezember 2012
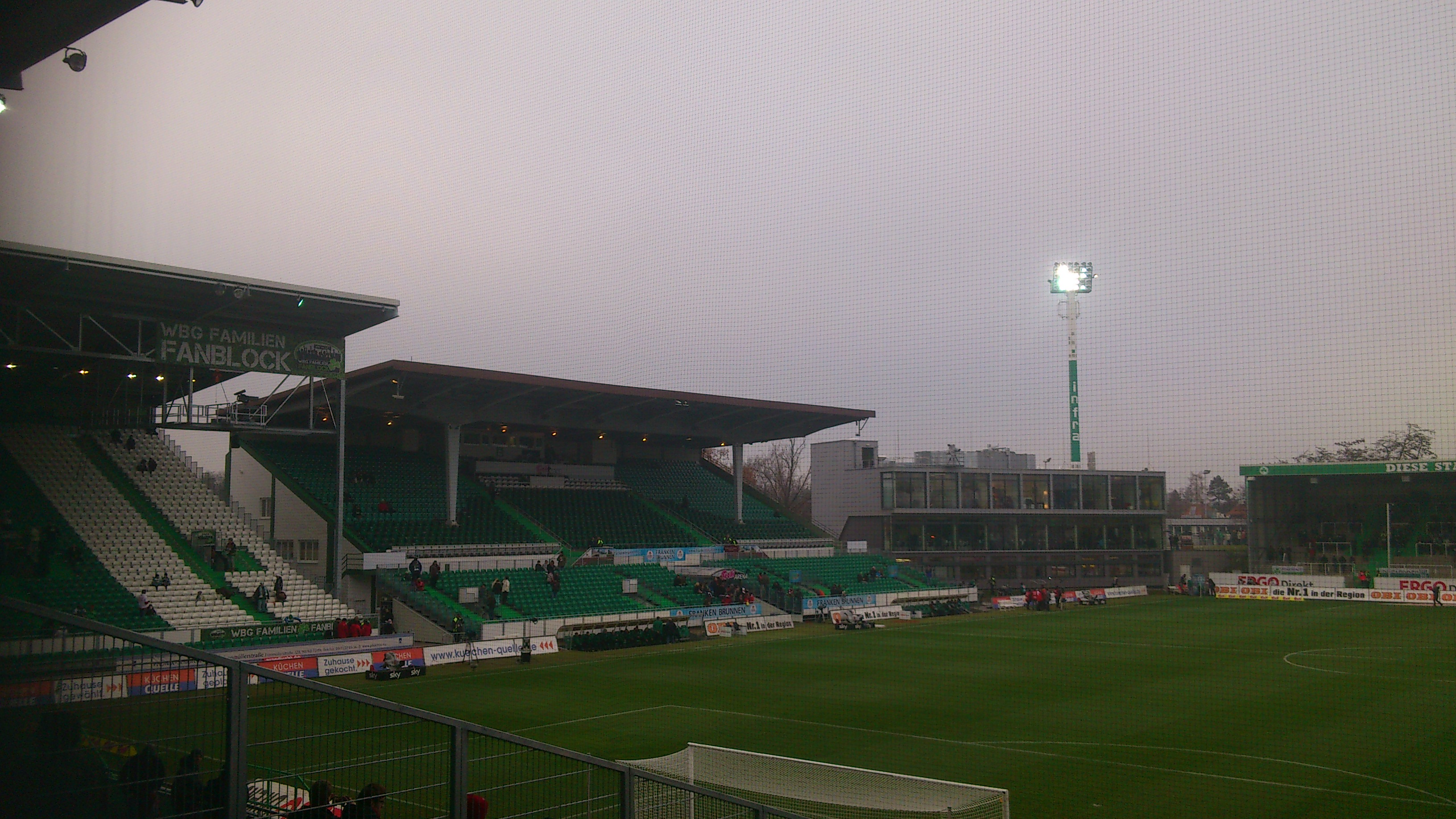
Haupttribüne im Dezember 2012
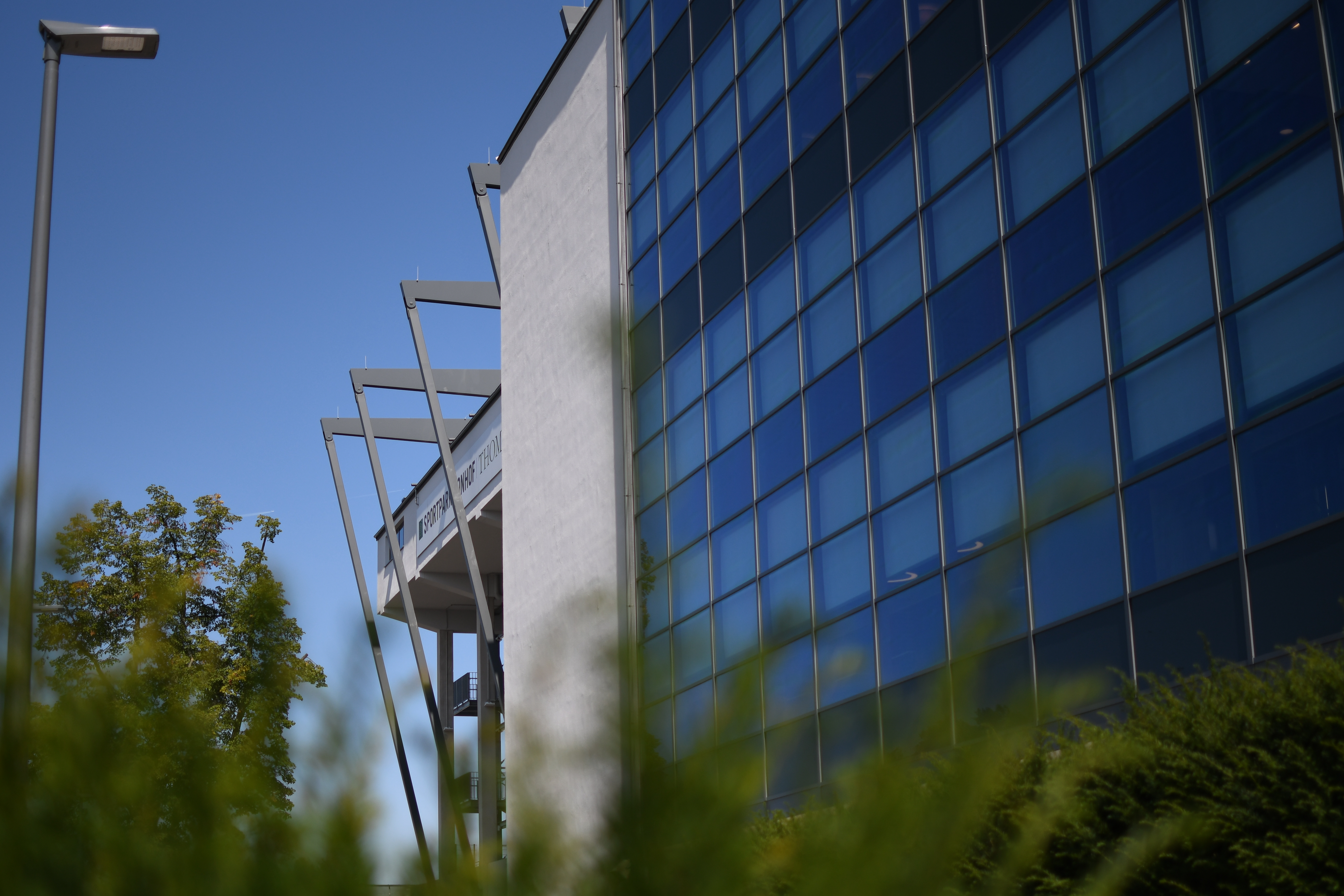
Außenansicht der Haupttribüne im August 2019
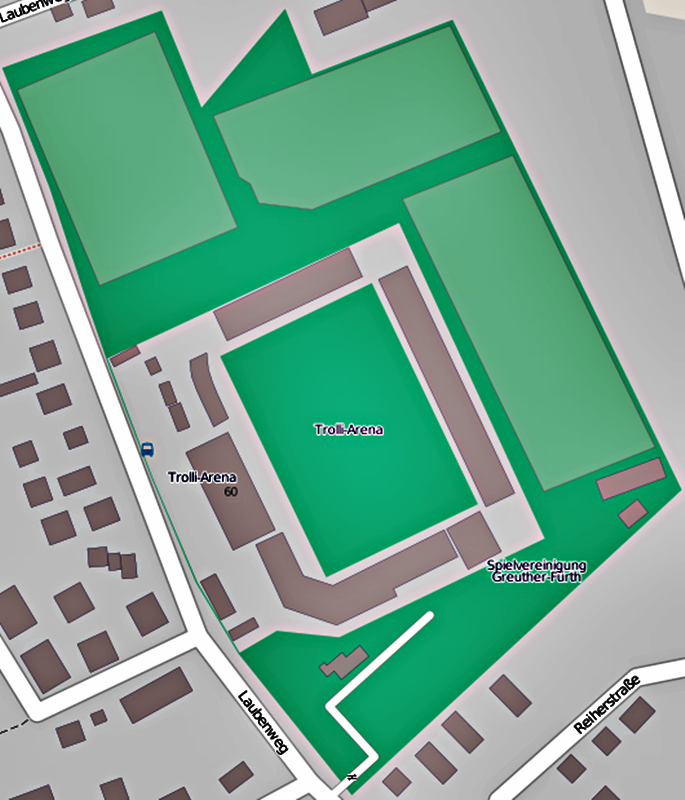
Lageplan des Sportpark Ronhof